# نادي الجزيرة (الإمارات)
نادي الجزيرة، هو نادٍ رياضي في دولة الإمارات العربية المتحدة، تأسس عام 1974، يشتهر بفريقه لكرة القدم ويلعب مبارياته على استاد محمد بن زايد في أبوظبي. يشارك النادي بشكل منتظم في دوري أبطال آسيا، ويضم فرقاً في سبع رياضات مختلفة، تتمرن جميعها وتنافس من قلب العاصمة الإماراتية أبو ظبي، يلقّب النادي بـ «فخر أبوظبي» و«العنكبوت». يرأسه الشيخ منصور بن زايد آل نهيان.

## التاريخ
تأسس نادي الجزيرة عام 1974 بعد اندماج ناديي الخالدية والبطين. ففي 9 مارس عام 1974 اتفق أعضاء نادي الخالدية الذي تأسس عام 1969 وأعضاء نادي البطين الذي تأسس عام 1973، وهما يقعان في حيين متجاورين بالعاصمة الإماراتية أبوظبي على الاندماج، مكونين ناديًا جديدًا أكثر اتساعًا، قادرًا على استيعاب أكبر عدد من الشباب لممارسة هواياتهم في مناخ تربوي، يساعدهم على صقل مواهبهم، وأطلق عليه اسم «نادي الجزيرة».

## الإنجازات

### فريق كرة اليد
كانت البداية في موسم 78\1979 عندما أحرز الجزيرة المركز الثالث في الدوري العام ثم انطلق بعدها ليفوز في الموسم 79\1980 بدرع التفوق العام وتراوحت بعد ذلك نتائج الفريق طوال سنوات المسابقة حتى موسم 90\1991 عندما استطاع الفريق الفوز بكأس رئيس دولة الإمارات لكرة اليد والمركز الثاني في الدوري العام للرجال في نفس الوقت الذي أكدت فيه نتائج فرق الفئات السنية على تخطيط جيد للمستقبل ورؤيا واضحة ومحددة تهتم باستمرار الحصاد وتحقيق الإنجازات.

### فريق الكرة الطائرة
ما إن بدأ النشاط الرسمي للعبة الكرة الطائرة. حتى أعلن الجزيرة عن نفسه كأحد مصادر القوة في الدورة وقلعة تضم أبرز نجومها وتنافس دائما على بطولاتها بتشى فئاتها السنية المختلفة. وطوال السنوات الماضية ظل الجزيرة منبعا لا ينضب للاعبين المتفوقين في الكرة الطائرة والذين شكلوا قاعدة أساسية وهامة لمنتخباتنا الوطنية.

### فريق كرة الطاولة
يعتبر فريق كرة الطاولة بالجزيرة أحد أنجح الفرق الرياضية حيث استطاع أن يحقق إنجازات ربطت كرة الطاولة بالنادي وجعلت الفريق يحتكر بطولات الإمارات عدة سنوات متواصلة وأفضل دليل احتكاره لدرع التفوق العام ستة مواسم متتالية بدأت في موسم 82\1983 واستمرت حتى موسم 87\1988.

### فريق البولينغ
في عام 1988 فاز اللاعب محمد خليفة القبيسي ببطولة العالم للبولينغ محققًا إنجازًا كبيرًا لدولة الإمارات العربية المتحدة.

### فريق كرة القدم
| الإنجازات                    | الإنجازات | الإنجازات      | الإنجازات        |
| البطولة                      | المركز    | عدد مرات الفوز | السنوات (الموسم) |
| ---------------------------- | --------- | -------------- | ---------------- |
| الدوري الإماراتي للمحترفين   | البطل     | 3              | 2011، 2017، 2021 |
| كأس رئيس الدولة              | البطل     | 3              | 2011، 2012، 2016 |
| كأس رابطة المحترفين          | البطل     | 2              | 2010, 2025       |
| كأس الاتحاد الإماراتي        | البطل     | 1              | 2006             |
| كأس الأندية الخليجية الأبطال | البطل     | 1              | 2007             |
| كأس السوبر                   | البطل     | 1              | 2022             |
| كأس العالم للأندية           | الرابع    | 1              | 2017             |

## تشكيلة الفريق الحالية
ملاحظة: تشير الأعلام إلى المنتخب الوطني على النحو المحدد في قواعد الأهلية للفيفا. قد يحمل اللاعبون أكثر من جنسية واحدة غير تابعة للفيفا.
| الرقم | البلد                    | المركز | اللاعب             |
| ----- | ------------------------ | ------ | ------------------ |
| 1     | الإمارات العربية المتحدة | حارس   | عبد الرحمن العامري |
| 2     | الإمارات العربية المتحدة | مدافع  | عبد الله إدريس     |
| 4     | هولندا                   | مدافع  | كريم رقيق          |
| 5     | الإمارات العربية المتحدة | مدافع  | خليفة الحمادي      |
| 6     | الإمارات العربية المتحدة | مدافع  | محمد العطاس        |
| 7     | الإمارات العربية المتحدة | وسط    | عبد الله رمضان     |
| 8     | الإمارات العربية المتحدة | وسط    | مامادو كوليبالي    |
| 9     | الإمارات العربية المتحدة | مهاجم  | زايد العامري       |
| 10    | الإمارات العربية المتحدة | وسط    | خلفان مبارك        |
| 11    | الأرجنتين                | مهاجم  | رامون ميريز        |
| 12    | الإمارات العربية المتحدة | مدافع  | محمد عتيق U23      |
| 13    | الإمارات العربية المتحدة | وسط    | ريتشارد أكونور     |
| 15    | الإمارات العربية المتحدة | مدافع  | محمد ربيع          |
| 16    | الإمارات العربية المتحدة | مهاجم  | أحمد فوزي U23      |
| 17    | مصر                      | وسط    | محمد النني         |
| 18    | الإمارات العربية المتحدة | وسط    | أحمد محمود U23     |
| 19    | الإمارات العربية المتحدة | وسط    | عمر تراوري         |
| 20    | فرنسا                    | وسط    | نبيل فقير          |
| 22    | صربيا                    | وسط    | نيكولا فوكيتش      |
| 23    | الإمارات العربية المتحدة | وسط    | مبارك زامة U23     |
| 24    | الإمارات العربية المتحدة | مدافع  | زايد سلطان U23     |
| 25    | بلجيكا                   | وسط    | جاي دي جوزينز U23  |

| الرقم | البلد                       | المركز | اللاعب               |
| ----- | --------------------------- | ------ | -------------------- |
| 26    | الإمارات العربية المتحدة    | مهاجم  | هزاع سبيت U23        |
| 28    | تركيا                       | مدافع  | رافيل طاهر U23       |
| 29    | الإمارات العربية المتحدة    | مدافع  | عبد الله جعفر U23    |
| 33    | المغرب                      | مدافع  | شاهين فان بوهيمن     |
| 34    | الإمارات العربية المتحدة    | وسط    | سعيد العبدولي U23    |
| 37    | الإمارات العربية المتحدة    | مدافع  | حمدان عبد الرحمن U23 |
| 38    | البرازيل                    | مدافع  | فيتور فارغاس U21     |
| 44    | السنغال                     | مدافع  | مامادو غاساما U21    |
| 45    | الإمارات العربية المتحدة    | مدافع  | عبد الله خيري U23    |
| 54    | الإمارات العربية المتحدة    | حارس   | عبد الله الحمادي U23 |
| 55    | الإمارات العربية المتحدة    | حارس   | علي خصيف             |
| 66    | صربيا                       | حارس   | ستويان ليكوفيش U23   |
| 71    | كولومبيا                    | مهاجم  | كارلوس أوكورو        |
| 72    | الإمارات العربية المتحدة    | مدافع  | عبد الله العطاس U23  |
| 80    | الإمارات العربية المتحدة    | وسط    | برونو كونسيساو       |
| 81    | الإمارات العربية المتحدة    | مهاجم  | علي المعماري U23     |
| 83    | الإمارات العربية المتحدة    | مدافع  | زايد خميس U23        |
| 86    | الإمارات العربية المتحدة    | مدافع  | عبد الله خالد U23    |
| 88    | الإمارات العربية المتحدة    | وسط    | محمد الوافي U23      |
| 91    | الإمارات العربية المتحدة    | حارس   | سعيد الكلباني U23    |
| 92    | جمهورية الكونغو الديمقراطية | وسط    | نيسكينز كيبانو       |
| 99    | البرازيل                    | مهاجم  | فينيسيوس ميلو U23    |

### لاعبون غير مسجلين
ملاحظة: تشير الأعلام إلى المنتخب الوطني على النحو المحدد في قواعد الأهلية للفيفا. قد يحمل اللاعبون أكثر من جنسية واحدة غير تابعة للفيفا.
| الرقم | البلد      | المركز | اللاعب              |
| ----- | ---------- | ------ | ------------------- |
| 39    | ساحل العاج | مهاجم  | هيرمان بهيراتشي U23 |

| الرقم | البلد    | المركز | اللاعب  |
| ----- | -------- | ------ | ------- |
| --    | البرازيل | وسط    | فرناندو |

### المعارون
ملاحظة: تشير الأعلام إلى المنتخب الوطني على النحو المحدد في قواعد الأهلية للفيفا. قد يحمل اللاعبون أكثر من جنسية واحدة غير تابعة للفيفا.
| الرقم | البلد                    | المركز | اللاعب                                   |
| ----- | ------------------------ | ------ | ---------------------------------------- |
| 14    | السويد                   | مدافع  | جون بانجسبو U23 (معار إلى نادي بني ياس)  |
| 27    | الإمارات العربية المتحدة | وسط    | عبد الله فدعق U23 (معار إلى نادي الظفرة) |

| الرقم | البلد                    | المركز | اللاعب                                   |
| ----- | ------------------------ | ------ | ---------------------------------------- |
| 87    | الإمارات العربية المتحدة | مدافع  | محمد اليماحي U23 (معار إلى نادي العروبة) |

## المنشئات والمرافق الرياضية

### ستاد محمد بن زايد
الملعب الرئيسي لنادي الجزيرة هو ملعب محمد بن زايد متعدد الإستخدامات في أبوظبي، والذي إفتتح في العام 1980 تحت مسمى ملعب الجزيرة، وتم تجديده خلال العامين 2006 / 2009 وتبلغ سعته الإستيعابية 42.056 مقعداً،
أطلق على المعلب اسم (ملعب الإنتصارات) ولأنه إحتضن العديد من المباريات التاريخية، إستضاف الملعب العديد من البطولات والمسابقات كمباريات كأس العالم للناشئين في 2003، ومباريات كأس العالم للأندية في 2009 وفي 2010 بالمشاركة مع ملعب مدينة زايد الرياضية.

### المسبح
ويعتبر من أحدث المسابح بالدولة حيث تم إنشائه بأحدث الأساليب مثل التحكم بدرجات الحرارة، واحتوائه على نظام صوتي وكاميرات تحت الماء.

### صالة البولينغ
وهي مجهزة بأحدث الأجهزة التي يتم التحكم بها بواسطة الحاسوب بالإضافة إلي المقاعد الخلفية (المدرجات) لجمهور المشاهدين وكذلك متوفر بها مقصف وباقي الملحقات.

### الصالة المغلقة
وتعتبر من الصالات الحديثة وهي مكيفة وبها كافة المرافق الأزمة من حيث غرف الملابس والحمامات والجاميزيوم وكلها مجهزة بأحدث الأجهزة بالإضافة إلى كافة الكماليات والملحقات.

### النادي الصحي والجيمنازيوم
وكلها مجهزة بأجهزة حديثة بالإضافة إلى كافة الكماليات والملحقات.

## نشاطات ثقافية واجتماعية

### أكاديمية نادي الجزيرة
تأسست الأكاديمية عام 2004، وتوفر فرصة التعليم الممتاز للطلاب الذين هم أيضا لاعبو كرة قدم موهوبين، أفتتحت الأكاديمية تسعة فروع فرعية في بني ياس / الشهامة / ابن سينا / خليفة أ / المرفأ / الشوامخ / الوثبة / الباهية / الفجيرة. وتهدف إلى تحويل اللاعبين الموهوبين إلى لاعبين محترفين من خلال إيجاد وخلق ثقافة رياضية في الإمارات، كما تعمل على تطوير المواهب الرياضية المتميزة على مستوى الدولة.

### مؤسسة الجزيرة للصحة والرياضة
في الأول من أبريل 2005 وقع الشيخ منصور بن زايد آل نهيان رئيس نادي الجزيرة الرياضي والشيخ نهيان بن مبارك وزير التعليم اتفاقية تفاهم من أجل تأسيس مؤسسة الجزيرة للصحة والرياضة، بهدف اعداد برامج لدفع مستوى الصحة واللياقة من خلال تحسين نوعية برامج التربية الرياضية في مدارس وزارة التربية والتعليم وتوفير الفرص للاطفال لممارسة الرياضة واعداد نشاطات رياضية ترفيهية وحلقات تعليمية تربوية وتنظيم مؤتمرات متخصصة للتوعية بمشاكل الصحة كالسمنة والسكري. وستقدم المؤسسة أيضا برامج تعليمية وتدريبية حسب الطلب إلى جانب رعاية برامج مخصصة للمواطنين تشمل تدريب واعتماد المدرسين لتمكينهم من تقديم برامج تربية رياضية ذات جودة عالية في المدارس الابتدائية والثانوية وكذلك برامج تدريب واعداد للعمل لتدريب المدربين والحكام ومساعدي المدربين لدعم عملية ترويج الرياضة في المجتمع.
كما ستقدم المؤسسة أيضا محاضرات وحلقات دراسية حول القيادة خاصة بالإناث وكذلك اكساب الطلاب الخبرة العملية في نادي الجزيرة في مختلف مجالات الإدارة الرياضية.

### مجلة الجزيرة
يصدر عن النادي منذ 15 يناير 1980 مجلة (الجزيرة) وهي مجلة رياضية نصف شهرية.

## معرض صور

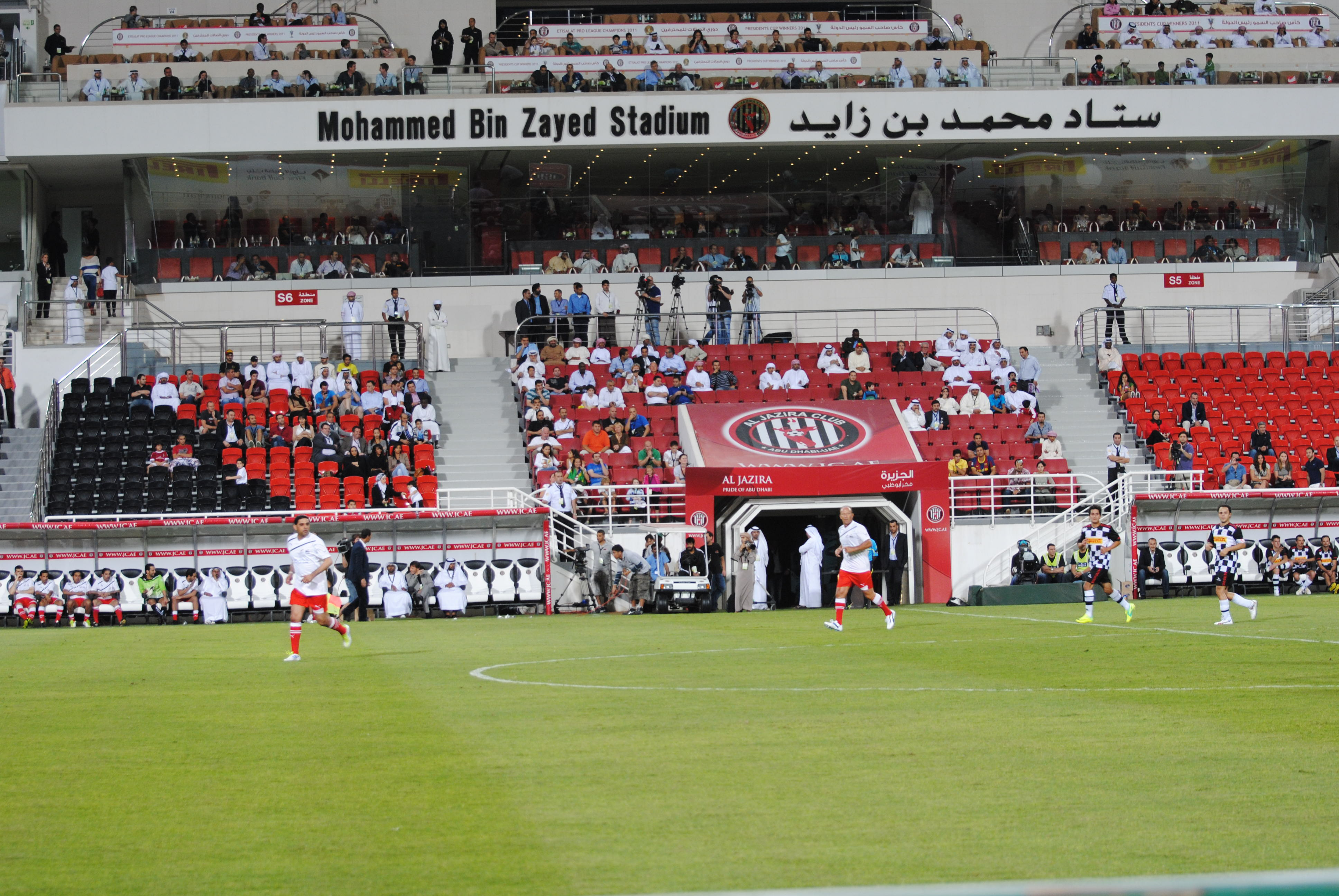
ستاد محمد بن زايد الملعب الرسمي للنادي
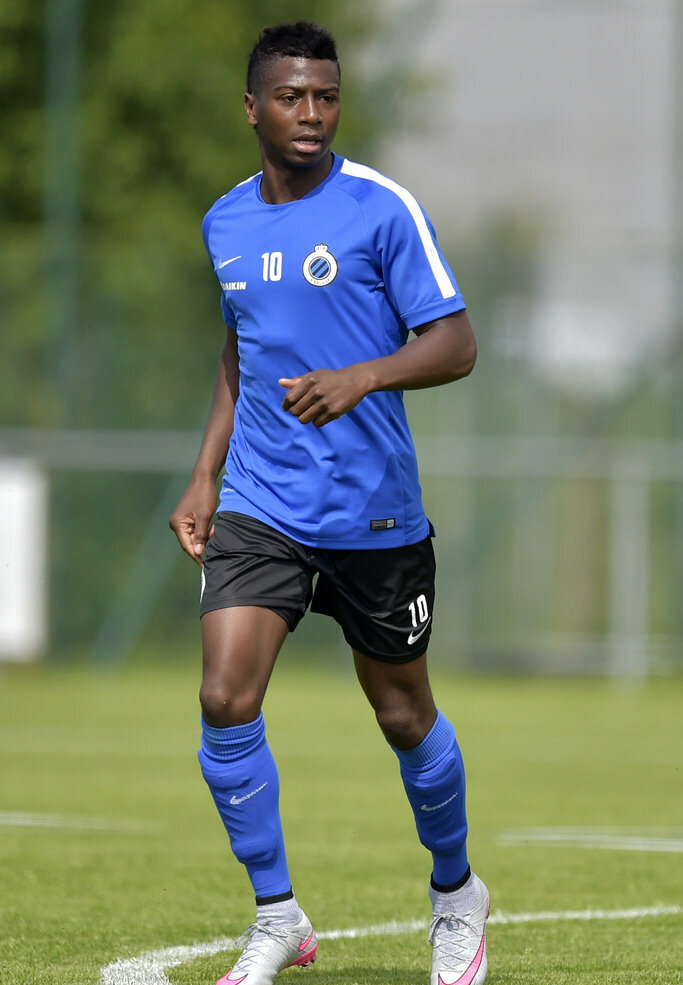
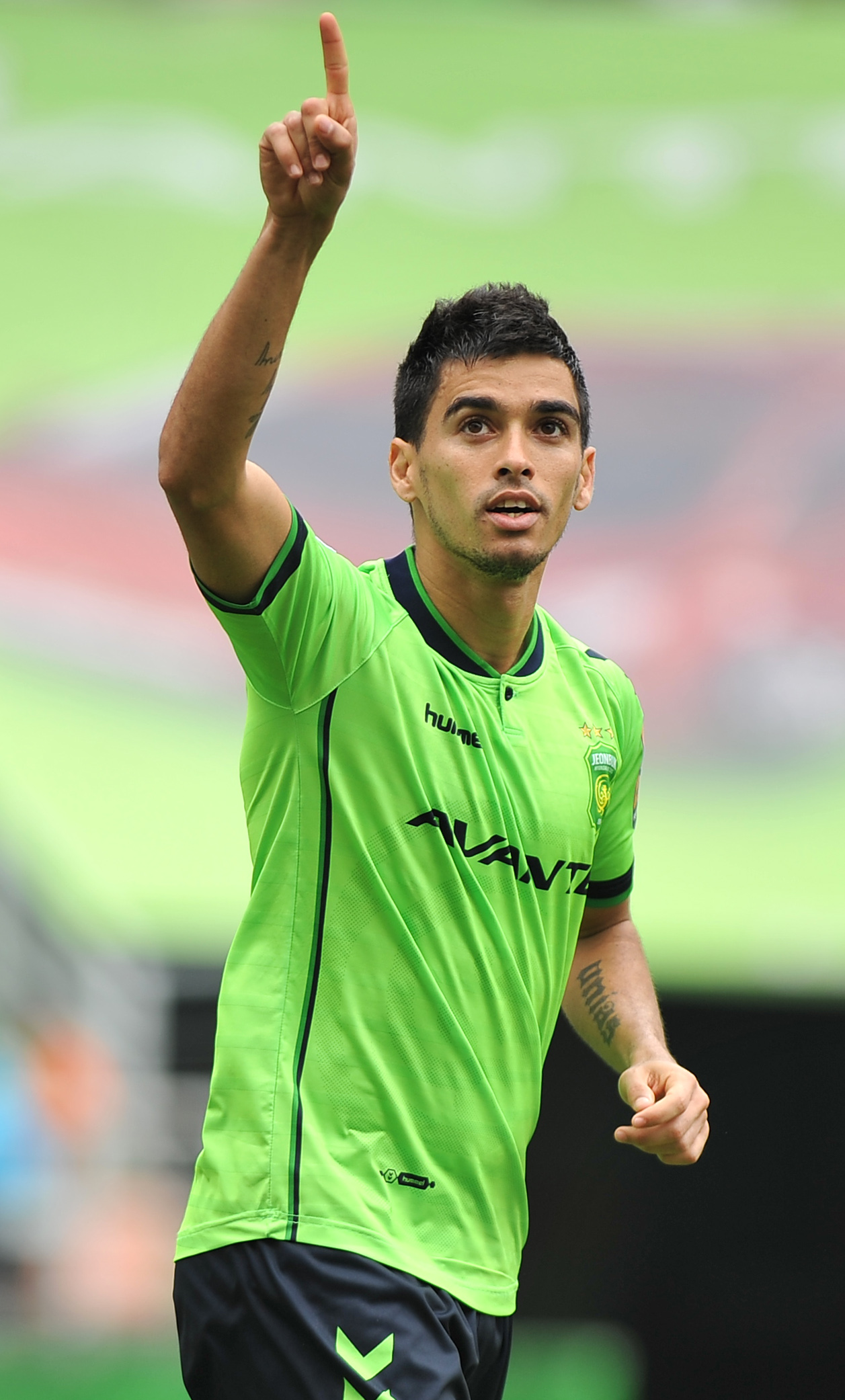
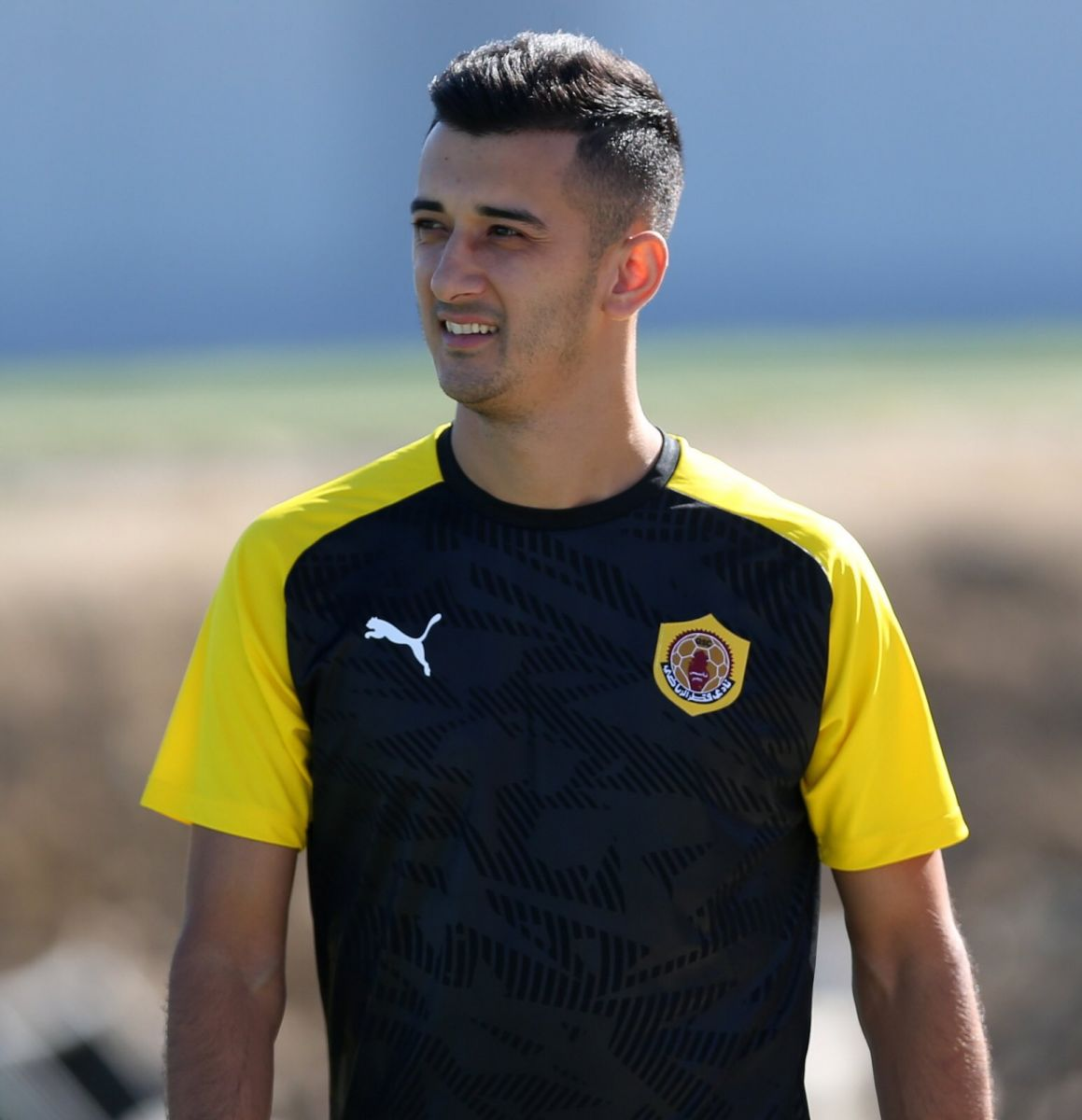

## وصلات خارجية
- الموقع الرسمي